# أيمن بكر
أيمن إسماعيل سيد بكر المعروف بـ أيمن بكر (من مواليد 1969) هو كاتب وناقد أدبي مصري.

## مسيرته
أيمن بكر هو حاصل على الدكتوراه من جامعة القاهرة، يعمل أستاذًا مساعدًا للأدب والنقد في جامعة الخليج للعلوم والتكنولوجيا بالكويت. له عدة كتب في النقد الأدبي منها السرد في مقامات الهمذاني (1998)، وتشكلات الوعي وجماليات القصة (2002)، وقصيدة النثر العربية (2009)، بالإضافة إلى مؤلفاته الشعرية مثل ديوان «رباعيات» بالعامية المصرية، والروائية مثل «الغابة»  اختير بكر عضوًا في لجنة تحكيم جائزة إسماعيل فهد إسماعيل للرواية القصيرة.
تناول أيمن بكر في كتابه «مقامات الهمذاني» بعض أهم المقامات ومفاتيح فهم المغزي من كتابة المقامة مثل المقامة «الأصفهانية» و«الوعظية» و«الجاحظية» مع شرح للحكمة التي قصدها بديع الزمان من التلاعب بقارئ المقامة لإيصال الفكرة ببساطة. كما أوضح بكر أهمية مقامات الهمذاني باعتباره أول من كتب المقامة كشكل أدبي عربي تلاه الكثيرون، واستمر هذا النوع من الأدب إلى مطالع القرن التاسع عشر. في مقدمة كل مقامة يقدم بكر شرحًا مبسطًا للمقامة والهدف منها، كما ذيلت كل مقامة بشروح للمفردات الصعبة أو المهجورة من الكلمات والتشبيهات العربية حتى يتمكن القارئ من فهم المقامة بشكل جيد.

## آراؤه
في 2005، قال أيمن بكر -في سياق ترجمته لكتاب «النسوية والمواطنة»- أن السياق السياسي والاجتماعي والثقافي في العالم العربي أدى إلى وقوف كثير من النساء العربيات ولو ظاهريًا ضد أفكار التحرر والمساواة. يرى بكر أن «الوعي العربي العام يساعد على تغييب أفكار المواطنة الخاصة بالنساء من حيث واجباتها وضماناتها الاجتماعية ودور مؤسسات الدولة والمجتمع المدني في تفعيلها».
ذكر أيمن بكر أنه بعد بحثه المعنون «الطقوسية السردية المبالغة: نحو نظرية للشعر العربي الحديث» «أصبح أقرب لإهمال فكرة التاريخ الخطي للشعر»؛ إذ يرى أن الأمر ليس مشابهًا لمسار الفيزياء التي غالبًا ما يلغي فيها القانون الجديد ما يسبقه، بل أن الشعر، والفن عمومًا، «حضور مراوغ ومتمرد على التصانيف الراغبة في التثبيت، وجمالياته ليست قابلة لأصفاد التصانيف المدرسية، ولا سبيل سوى محاولة رؤية تاريخ الشعر بوصفه مسارات متزامنة، تتوازى أحيانا وتتقاطع غالبا».
يرى أيمن بكر أن حرية التعبير من أهم مقومات الحداثة والتغيير للأفضل، ويعتبر أن الرقابة على نتاج العقول «ضد العصر وعداء للإنسانية»، وأن مصادرة الكتب ترويج مجاني لها، في عصر يمكن لكل إنسان العثور على ما يشاء من كتب ومنتج فكري وثقافي عبر الإنترنت. ويعتقد بكر أن أن تاريخ الثقافة العربية الحديث، قد شهد تطور آليات سياسية «خبيثة وقوية»، بغرض تعويق عملية المعرفة باسم الدين والأخلاق وضرورات الأمن القومي، وشبه ذلك الوضع بـ«فقر دم معرفي حاد يكاد يقتل جسد الثقافة العربية الهزيل». في محاضرة له سنة 2010، قال أن «لا سبيل سوى القبول الحقيقي بحق الآخرين المختلفين في الوجود، أيا كانت درجة اختلافهم، ودون أن يتسبب الاختلاف في ألم. إذ لا يمتلك أحد منا معيار الحكم والتفضيل، بل لعل هذا المعيار غير موجود بالأساس».
يرى أيمن بكر أنه على الرغم من «وجود درجات أعلى من الحرية واحترام حقوق الإنسان في الغرب وخصوصًا أوروبا»، إلا أن هناك أنواعًا أخرى من القمع الفكري والسياسي يعرفها من عاش في الغرب. يقول عن ذلك: «هناك نماذج عرفتها عن قرب وحدثوني بصراحة صدمتني عن عنصرية الغرب تجاه العالم الثالث وقيودها الخفية غير المعلنة حول كل عقل مهاجر يظن أنه وصل إلى الجنة الموعودة».

## النقد
يرى بكر هذال أن كتاب أيمن بكر «أصداء الشاعر القديم تعدد الرواية في الشعر الجاهلي» يوضح «إبداعَ مثقفٍ خبيرٍ [...] حيث يقوم الكتاب على فكرتين أساسيتين: ترى الأولى في روايات النص الشعري الجاهلي المتعددة جزءاً رئيساً منه، بمعنى أنها ليست بدائل هامشية غير مشاركة في تحديد هوية النص من حيث الإمكانات الجمالية أو من حيث حقول الدلالة وإمكانات التأويل، بل هي جزء معرف للنص على هذه المستويات، كما يسعى الكتاب أيضاً إلى فكرة أخرى تقوم على فرضية أن النص الجاهلي ذو الروايات المتعددة الذي وصل إلينا مدوناً هو نتاج إسهام جماعي تاريخي في التأليف يحاول التعبير عن رؤية ثقافية عامة للعالم، ويمثل تحقيقاً لتصوراتها عن الممكنات الجمالية للنص، وليس نتاجاً فردياً معبراً عن رؤية فرد بعينه في لحظة تاريخية معينة». بالإضافة إلى ذلك، أشار هذال إلى صعوبة أساسية واجهت هذا البحث، وهي عدم وجود مراجع تتناول تعدد الرواية في الشعر القديم.

## المؤلفات
- المفكر الرقاصة: من تفاصيل ثقافة منهارة، المنهل للنشر، صدرت الطبعة الأولي في 2007،[14] ثم صدرت طبعات أخرى منها في سنة 2018.[15]
- قالت أميمة.. تأملات في التراث، دار العين للنشر.[16]
- الآخر في الشعر العربي: المتنبي، شوقي، العريض، دار صفصافة للنشر والتوزيع والدراسات، 2010.[17]
- أصداء الشاعر القديم: تعدد الرواية في الشعر الجاهلي، دائرة الثقافة والإعلام، الشارقة، 2008.[18]
- مقامات بديع الزمان الهمذاني، الهيئة المصرية العامة للكتاب، 2019.[19][20]
- النسوية والمواطنة (ترجمة)، المشروع القومي للترجمة،[6] المجلس الأعلى للثقافة، القاهرة، 2004.[21]
- السرد المكتنز، الهيئة العامة لقصور الثقافة، 2002.[22]
- ملامح الوعي: جماليات النص الشعري.[23]
- تعدد الرواية في الشعر الجاهلي: ديوان هذيل نموذجا، نادي تراث الإمارات، 2012.[24]
- السرد في مقامات الهمذانى، الهيئة المصرية العامة للكتاب،[25] 2007.[26]
- قصيدة النثر العربية: ملامح النوع وحدود التجريب، أرابيسك للنشر والتوزيع، 2009.[27]
- تشكلات الوعي وجماليات القصة، دائرة الثقافة والإعلام، الشارقة، 2002.[28]
- انفتاح النص النقدي: نحو تحليل ثقافي للأدب، مسعى للنشر والتوزيع، 2013.[29]
- الغابة: رواية، دار تويا للنشر والتوزيع، 2020.[30]
- نحو تحليل ثقافي للسرد: قراءة في مجموعة «كأسك يا مطر» لإبراهيم درغوثي (مقال)، 2003.[31]
- مقدمات الثورة المصرية في السياسة والإعلام والفن، دار صفصافة للنشر والتوزيع، 2011.[32]
- متون الساحر.. نصوص مصرية، دار الأدهم للنشر والتوزيع، 2013.[33]
- الآخر في الشعر العربي، صفصافة للنشر، 2010.[34]
- ديوان رباعيات (باللهجة المصرية)، الهيئة المصرية العامة للكتاب، 2021.[35]

## الجوائز
- فاز بجائزة الشارقة للنقد العربي، في دورتها الأولى عن دراسة عنوانها: «الطقوسية السردية المبالغة: نحو نظرية للشعر العربي الحديث».[2]

## وصلات خارجية
- مقالاته في مجلة الجديد